# Sisyphus struwei
Sisyphus struwei là một loài bọ cánh cứng trong họ Bọ hung (Scarabaeidae).